# Praški zoološki vrt
Praški zoološki vrt (Zoologická zahrada Praha) nalazi se u mjestu Troja na sjeveru Praga. Od postaje podzemne željeznice Nádraží Praha-Holešovice do zoološkog vrta vodi autobus 112. Zoološki vrt je otvoren 28. rujna 1931. i obuhvaća 45 hektara. 31. prosinca 2012. u praškom zoološkom vrtu bilo je smješteno 4 804 jedinke koje pripadaju 696 različitih životinjskih vrsta. Godine 2007. časopis Forbes proglasio je praški sedmim najljepšim zoološkim vrtom na svijetu. Od 1. siječnja 2010. ravnatelj vrta je Miroslav Bobek. Vrt je poznat po čuvanju prševalskijevih konja. Osnivač vrta češki je srednjoškolski profesor i ornitolog Jiří Janda. Vrt je poznat po domišljato uređenim velikim nastambama (podno grijanje za slonove) i dodatnim sadržajima (dječja uspinjača Lanovka, vlakić, restorani, okamine pretpovijesnih životinja). Ulaznica košta 200 čeških kruna (150 za maloljetnike).

## Povijest
- 1881. - Nastala je zamisao o osnivanju zoološkog vrta. Objavljena je u novinama Sweerts-Spork povodom udaje prijestolonasljednika Rudolfa i princeze Melanie.
- 1919. - Na sastanku savjetodavnog odbora za matematiku i prirodne znanosti u Ministarstvu obrazovanja i nacionalnog kulturnog uzdizanja, osnovan je odbor zadužen za započinjanje pripremnih radova na uspostavi praškog zoološkog vrta.
- 1931. -  Otvorenje 28. rujna. "Gradilište u zoološkom vrtu" otvoreno je za javnost i tijekom sunčanog poslijepodneva prvi posjetitelji ulazili su na vrata.
- 1938. - Prvi andski sup izlegao se i poživio.
- 1942. - Prvi polarni medvjedić uzgojen u zatočeništvu na svijetu (ženka imena Ilun).
- 1959. - Dr. Zdeněk Veselovský imenovan je ravnateljem zoološkog vrta. Pod njegovim vodstvom, zoološki vrt dosegao je neke uspjehe svjetske klase u području uzgoja i znanstvenih istraživanja.
- 1971. - Otvoren novi paviljon za velike sisavce (slonovi, nilski konji i nosorozi).
- 1991. - Uveden paviljon velikih mačaka.
- 2001. - Prvi prševalskijevi konji razmnoženi u zatočeništvu na svijetu.
- 2002. - Prag pretrpio najgore poplave u svojoj povijesti. Veliki dio zoološkog vrta bio je pod vodom, a mnoge životinje su uginule. Vrt se ubrzo oporavio.
- 2004. - Otvoren najskuplji i najveći paviljon Indonezijska džungla. Prvi zapadni gorila rođen je u Češkoj (zove se Moya).
- 2007. - Forbes Traveler proglasio je praški zoološki vrt sedmim najljepšim na svijetu.
- 2008. - Prvi gavijali razmnoženi su u Europi.
- 2010. - Prve teksaške kornjače razmnožene su u Europi.
- 2011. - Moya je odvezen u Cabarceno.
- 2012. - Okotilo se 1557 jedinki koje pripadaju 211 životinjskih vrsta.
- 2013. - Prvi slon koji se okotio u praškom zoološkom vrtu.[3]

## Vanjske poveznice
- Službena stranica  Arhivirana inačica izvorne stranice od 3. lipnja 2013. (Wayback Machine)